# Hitoshi Saitō

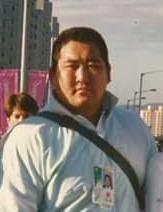
Hitoshi Saitō 1988

Hitoshi Saitō (jap. 斎藤 仁 Saitō Hitoshi; * 2. Januar 1961 in der Stadt Aomori, Präfektur Aomori; † 20. Januar 2015 in Osaka) war ein japanischer Judoka und zweifacher Olympiasieger im Schwergewicht.

## Leben
Saitō besuchte die Kokushikan-Universität von 1979 bis 1983. In dieser Zeit trat er mehrfach gegen den vierfachen Weltmeister Yasuhiro Yamashita an und verlor in allen wichtigen Kämpfen. Bei den Judo-Weltmeisterschaften 1983 in Moskau siegte Yamashita im Schwergewicht und Saitō trat in der Offenen Klasse an. Im Finale besiegte er Vladimir Kocman aus der Tschechoslowakei und reihte sich damit in die Liste der japanischen Weltmeister in der Offenen Klasse ein, die von 1965 bis 1991 ohne Unterbrechung den Titel gewannen. Bei den Olympischen Spielen 1984 in Los Angeles trat Yamashita in der offenen Klasse an und siegte dort auch. Hitoshi Saito startete im Schwergewicht ab 95 Kilogramm, sein Gewicht wird mit 143 Kilogramm angegeben. Im Olympiafinale stand er dem französischen Titelverteidiger Angelo Parisi gegenüber und gewann nach zwanzig Jahren wieder Olympiagold für Japan in der Schwergewichtsklasse.
Im Finale der Judo-Weltmeisterschaften 1985 in Seoul traf Saitō auf den Koreaner Cho Yong-chul und musste nach einer Armverletzung aufgeben. Nach einem Sieg bei den Asienspielen 1986 verletzte sich Saito 1987 bei den japanischen Meisterschaften und verpasste dadurch die Weltmeisterschaften. 1988 siegte Saitō bei den japanischen Meisterschaften gegen Naoya Ogawa, erkämpfte damit seinen ersten Meistertitel und qualifizierte sich für die Olympischen Spiele 1988 in Seoul. Dort gewannen Japans Teilnehmer drei Bronzemedaillen, hatten aber vor dem letzten Kampftag noch kein Finale erreicht. Im Halbfinale traf Saito auf Cho Yong-chul, den er diesmal schlagen konnte. Im Finale besiegte er dann Henry Stöhr aus der DDR. Zwei Tage nach dem österreichischen Mittelgewichtler Peter Seisenbacher war Saito damit der zweite Judoka, der seinen Olympiasieg vier Jahre später wiederholen konnte.
Nach seiner Karriere war Hitoshi Saitō als Trainer an seiner Universität und für die japanische Judoföderation aktiv. Unter anderem betreute er die japanische Mannschaft bei den Olympischen Spielen 2004. Er starb am 20. Januar 2015 im Alter von 54 Jahren in Osaka an den Folgen einer Erkrankung an einem Gallengangskarzinom.